# ZooBank

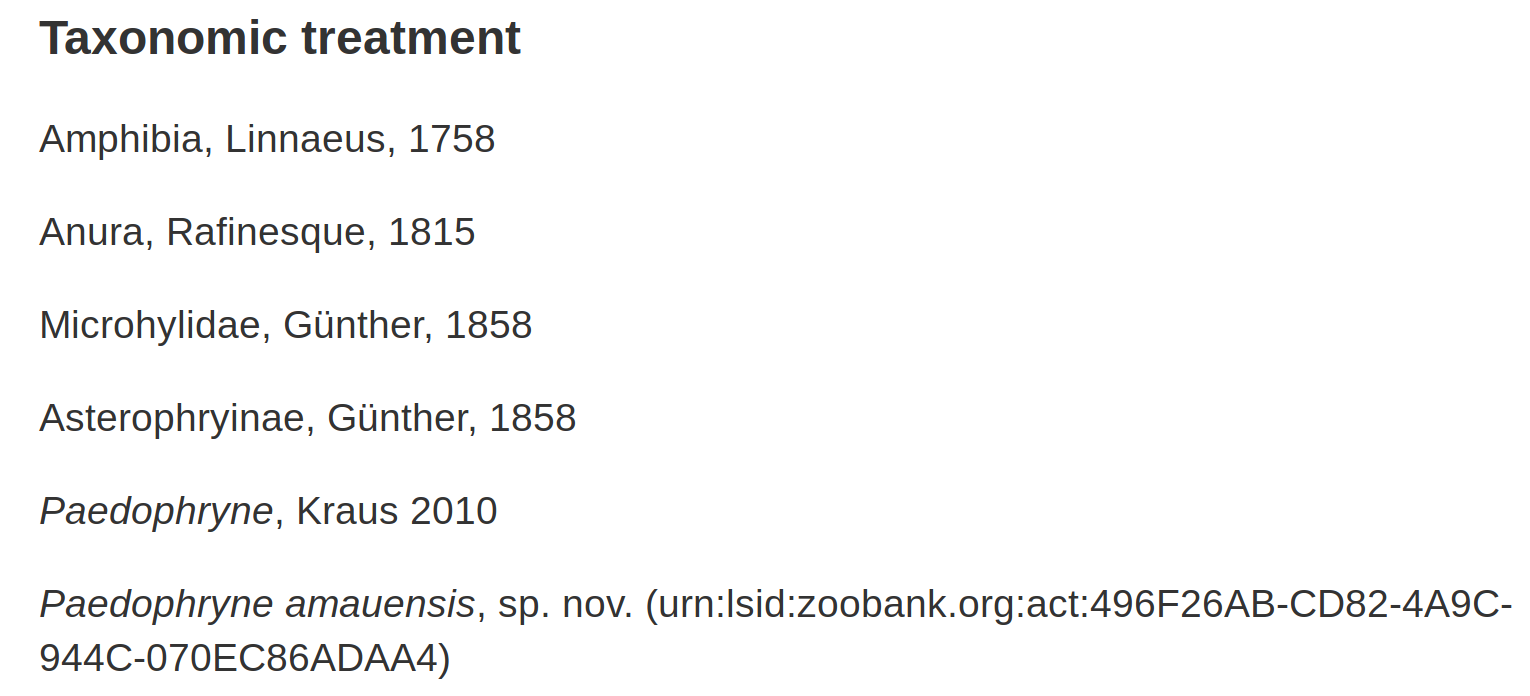
Traitement taxinomique pour la grenouille Paedophryne amauensis mentionnant le LSID pour cet acte de nomenclature.

ZooBank est un site web en libre accès destiné à devenir le registre officiel de la Commission internationale de nomenclature zoologique (ICZN). Tout acte de nomenclature (par exemple, les publications qui créent ou modifient un nom taxinomique) doit être enregistré auprès de ZooBank pour être reconnu « officiellement » par le Code international de nomenclature zoologique.
Les Life Science Identifiers (en) (« identifiants des sciences de la vie », LSID) sont uniques au monde pour chaque entrée d'enregistrement de ZooBank.
Le prototype de ZooBank a été ensemencé avec des données provenant de l'Index to Organism Names, qui a été compilé à partir de la littérature scientifique dans le Zoological Record (en), maintenant propriété de Thomson Reuters.
Le site est consultable dans onze langues différentes dont le français.

## Histoire
ZooBank a été officiellement proposée en 2005 par le secrétaire exécutif de l'ICZN,. Le registre a été mis en ligne le 10 août 2006 avec 1,5 million d'espèces inscrites,.
Les premiers LSID de ZooBank ont été émis le 1er janvier 2008, précisément 250 ans après le 1er janvier 1758, qui est la date définie par le code ICZN comme le début officiel de la nomenclature zoologique scientifique. Chromis abyssus a été la première espèce entrée dans le système ZooBank avec un horodatage de 2008-01-01T00:00:02,.

## Contenu
Quatre types principaux d'objets de données sont collectés dans la ZooBank. Nomenclatural acts, les « actes nomenclaturaux », sont régis par le code de nomenclature ICZN, et sont typiquement des descriptions originales de nouveaux noms scientifiques, cependant d'autres actes, tels que les émendations et les lectotypifications, sont également régis par le code ICZN et nécessitent techniquement un enregistrement par la ZooBank. Publications comprend les articles de journaux et autres publications contenant des actes nomenclaturaux. Authors enregistre les auteurs académiques des actes nomenclaturaux. Type Specimens enregistre les spécimens types des animaux qui sont provisoirement enregistrés, jusqu'à ce que les organismes responsables de ces types mettent en place leurs propres registres.
En outre, les périodiques qui ont publié des articles sont également des entités du système, donnant accès à une liste des « actes nomenclaturaux » publiés dans le périodique au fil du temps.

## Publications électroniques
Traditionnellement, les données taxinomiques étaient publiées dans des revues ou des livres. Cependant, avec l'augmentation des publications électroniques, l'ICZN a établi de nouvelles règles qui incluent les publications électroniques, en particulier les publications uniquement électroniques. Ces publications sont désormais réglementées par des amendements aux articles 8, 9, 10, 21 et 78 de l'ICZN. Techniquement, les actes de nomenclature qui sont publiés dans des articles uniquement électroniques ne sont pas reconnus s'ils n'ont pas été enregistrés dans la ZooBank et sont alors considérés comme « inexistants »,.